# Divendres (programa de televisión)
Divendres fue un programa de televisión catalán, de género magacín, producido por Televisió de Catalunya en colaboración con El Terrat que se emitió desde el 18 de septiembre de 2009 hasta el 21 de julio de 2017 a través del principal canal público autonómico TV3.
El espacio, presentado por Helena García, contaba con la colaboración habitual de los periodistas y colaboradores Tian Riba, Pere Mas, Ana Boadas, Núria Coll y Carles Sànchez. Además, Espartac Peran, copresentador del programa, convivía con los vecinos de las diferentes localidades que van visitando con el plató móvil, de lunes a jueves —durante cuatro temporadas ha visitado más de 170 municipios—. Esta sección contaba también con la participación de Màrius Serra.
Los viernes, Peran y Melero se encontraban en plató para hablar de todo lo que había dado de sí la semana. El programa ha contado con las colaboraciones esporádicas de Antoni Bassas, Marc Giró, Tatiana Sisquella, Miki Esparbé, Màrius Carol, Bernat Dedéu, Xavier Sardà, Silvia Soler, Carolina Ferre, Ernest Folch, Xavier Roca y Sebastià Serrano, entre otros. También pasaron por el programa los presentadores y cómicos Anna Simon, Mònica Monferrer, Berto Romero, Silvia Abril y Ana Llacher.
El programa recibió el premio APEI que otorga la Asociación Profesional Española de Informadores de Prensa, Radio, Televisión e Internet.

## Audiencias
| Temporada             | Cuota | Espectadores |
| --------------------- | ----- | ------------ |
| Primera (2009 – 2010) | 9,5%  | 145.000      |
| Segunda (2010 – 2011) | 10,9% | 164.000      |
| Tercera (2011 – 2012) | 12,1% | 198.000      |
| Cuarta (2012 – 2013)  | 14,6% | 242.000      |
| Quinta (2013 – 2014)  | 13,2% | 207.000      |
| Sexta (2014 – 2015)   | 11,7% | 178.000      |
| Séptima (2015 – 2016) | 10,8% | 161.000      |